# Skagenröra
La Skagenröra è una miscela di gamberetti, maionese e aneto. Tale salsa può presentare altri ingredienti che variano in base al gusto e alla ricetta fra cui la panna acida, il succo di limone e la cipolla rossa. Nella costa occidentale della Svezia la skagenröra viene consumata con pesce bianco di qualsiasi tipo o pezzi di bastoncini di granchio. La skagenröra viene spesso servita su una fetta di pane bianco tostato o come ripieno per avocado o patate al forno. La salsa guarnisce il toast Skagen.